# José María González Santos
José María González Santos (Rotterdam, 22 september 1975) is een Spaans politicus van de politieke partij Podemos, en sinds 13 juni 2015 burgemeester van de Andalusische stad Cádiz. Hij is beter bekend onder zijn bijnaam Kichi.
José María González is in Rotterdam geboren als zoon van Spaanse gastarbeiders, maar woonde vanaf zijn vierde weer in Spanje. Voor zijn verkiezing tot burgemeester was hij al bekend voor zijn inzet in het maatschappelijke leven in Cádiz, en als deelnemer aan de carnavalsgroep (comparsa) Jesús Bienvenido. Op 27 maart 2015 werd hij tot lijsttrekker gekozen voor Cádiz si se puede, de lokale partij die deel uitmaakt van Podemos. Deze partij werd bij de gemeenteraadsverkiezing op 25 mei tweede, maar met steun van de socialistische partij PSOE en de partij Ganemos Cádiz, wordt hij op 13 juni 2015 als burgemeester ingehuldigd.
Als burgemeester volgt hij Teófila Martínez van de conservatieve partij Partido Popular, die meer dan 20 jaar de scepter over de stad had gezwaaid. Hij hoort in het rijtje van burgemeesters van grote Spaanse steden die voortkomen uit nieuwe linkse partijen, al dan niet aan Podemos verbonden, zoals Ada Colau in Barcelona en Manuela Carmena in Madrid.